# 谷口是巨
谷口 是巨（たにぐち よしのり、1922年（大正11年）2月2日 - 2010年（平成22年）12月25日）は、日本の政治家。公明党衆議院議員（2期）。

## 経歴
長崎県出身。1942年（昭和17年）長崎医大附属薬学専門部（現長崎大学薬学部）卒。薬剤師免許を取得。同年、徴兵され陸軍西部第47部隊に入隊し、1946年（昭和21年）に復員。
1947年（昭和22年）から長崎市立西浦上中学校教員を務めた。1963年（昭和38年）長崎県議会議員に当選し3期在任。1974年（昭和49年）の第10回参議院議員通常選挙で長崎県地方区から公明党公認で立候補して落選。1976年の第34回衆議院議員総選挙で長崎1区から公明党公認で立候補して初当選し、連続2期務めた。1980年の第36回総選挙では次点で落選。公明党長崎県連幹事長、同書記長、同中央委員、同長崎県本部長、日本薬剤師会顧問、日本病院薬剤師会顧問、日本薬局協励会顧問なども務めた。